# كارولينا باسكوال غارثيا
كارولينا باسكوال غارثيا (بالإسبانية: Carolina Pascual García، ولدت في 17 يونيو 1976، أوريويلا، أليكانتي، إسبانيا) لاعبة جمباز إيقاعي إسبانية.
حصلت على الميدالية الفضية في دورة الألعاب الأولمبية الصيفية عام 1992 في برشلونة، كما حاز على ميدالية فضية وبرونزية في بطولات العالم للجمباز الإيقاعي، وعلى ميداليتين برونزيتين في بطولات أوروبا للجمباز الإيقاعي.

## إنجازاتها

### الألعاب الأولمبية الصيفية
- 1992 برشلونة  إسبانيا:  ميدالية فضية في مسابقة الفردي (Individual All-around).

### بطولة العالم للجمباز الإيقاعي
- 1991 أثينا  اليونان:  ميدالية برونزية في مسابقة الفرق (Teams).
- 1993 أليكانتي  إسبانيا:  ميدالية فضية في فئة الشاخص (Individual Clubs).

### بطولة أوروبا للجمباز الإيقاعي
- 1990 غوتنبرغ  السويد:  ميدالية برونزية في مسابقة الفرق (Team All-around).
- 1992 شتوتغارت  ألمانيا:  ميدالية برونزية في مسابقة الفرق (Teams).

## روابط خارجية
- كارولينا باسكوال غارثيا على موقع الاتحاد الدولي للجمباز (licence) (الإنجليزية)
- كارولينا باسكوال غارثيا على موقع الاتحاد الدولي للجمباز (biography) (الإنجليزية)
- كارولينا باسكوال غارثيا على موقع اللجنة الأولمبية الدولية (الإنجليزية)
- كارولينا باسكوال غارثيا على موقع أوليمبيديا (الإنجليزية)